# Liste berühmter buddhistischer Pilger
Die Liste berühmter buddhistischer Pilger  gibt einen Überblick zu bedeutenden, überwiegend aus China, Indien, Japan und Korea stammenden Persönlichkeiten des Buddhismus verschiedener Regionen und Epochen, die eine Pilgerreise unternommen haben. Einige von ihnen haben bedeutende Reiseberichte verfasst (siehe unter den Personenartikeln).

## Übersicht

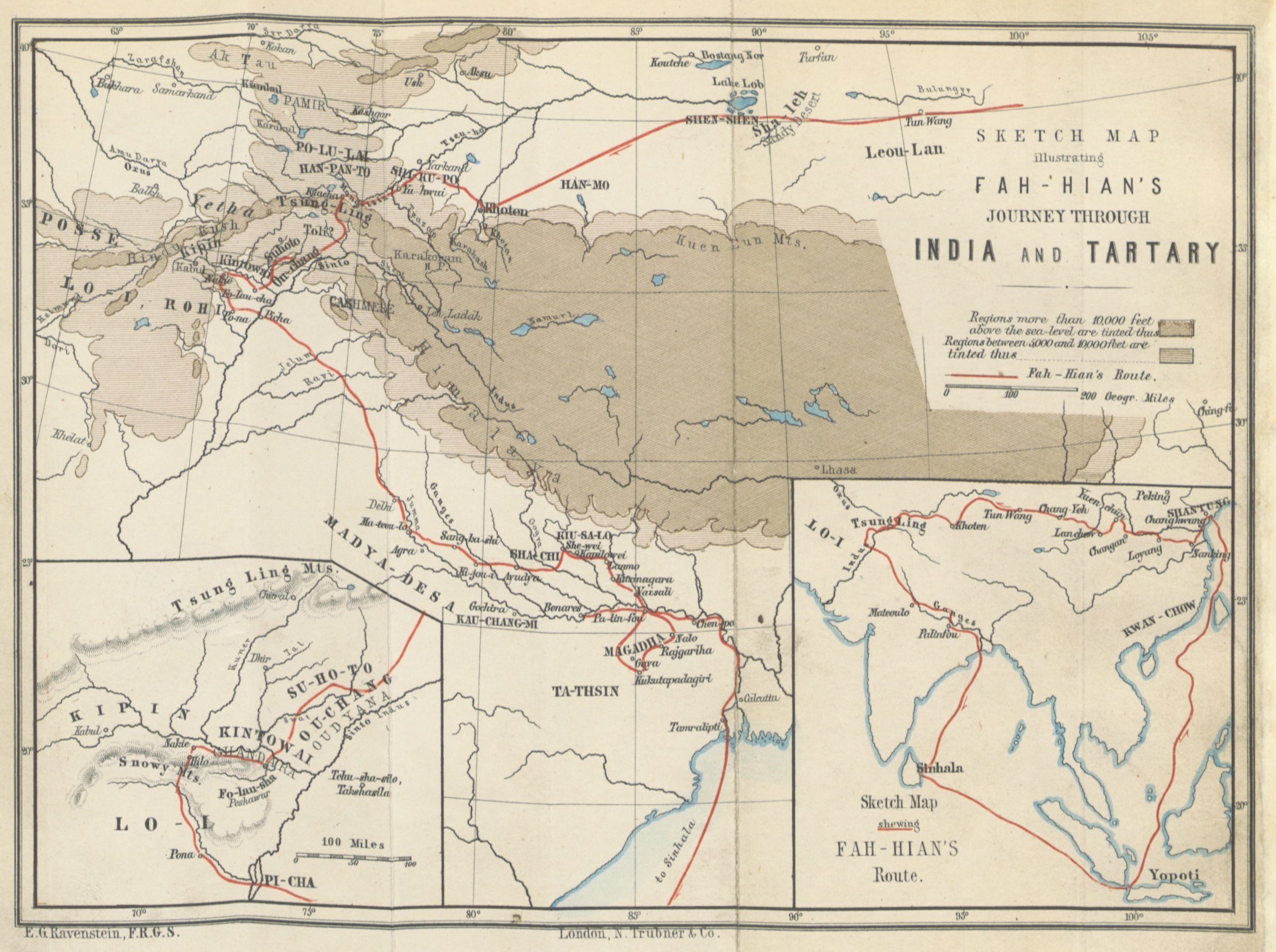
Karte zur Reiseroute Faxians

- Atisha (980–1054)
- Dogen (1200–1253)
- Eisai (1141–1215)
- Ennin (um 794–864)
- Faxian (um 337–422)
- Huisheng (慧生; bl. 518–521)
- Hyecho (704–787)
- Kukai (774–835)
- Saicho (767–822)
- Songyun (bl. 518–522)
- Xuanzang (um 602–664)
- Yijing (635–713)